# Hemidactylus sinaitus
Hemidactylus sinaitus este o specie de șopârle din genul Hemidactylus, familia Gekkonidae, descrisă de Boulenger 1885. Conform Catalogue of Life specia Hemidactylus sinaitus nu are subspecii cunoscute.